# Hum (Buzet)
Pour les articles homonymes, voir Hum.
Hum (en italien, Colmo, en allemand, Cholm) est une localité de Croatie située en Istrie, dans la municipalité de Buzet, dans le comitat d'Istrie. En 2001, la localité comptait 17 habitants. Hum est référencé par le Livre Guinness des records comme « la plus petite ville du monde ».[réf. nécessaire]

## Démographie
| 1948 | 1953 | 1961 | 1971 | 1981 | 1991 | 2001 | 2011 |
| ---- | ---- | ---- | ---- | ---- | ---- | ---- | ---- |
| 86   | 67   | 40   | 24   | 32   | 23   | 17   | 24   |